# Trillium simile
Espèce
Classification APG II (2003)
Trillium simile est une plante herbacée, vivace et rhizomateuse de la famille des Liliaceae (classification classique) ou des Melanthiaceae (classification APG II, 2003).

## Description
Cette espèce de l’est de l’Amérique du Nord, fleurit au printemps souvent en grands groupes dans les lisières des forêts, les massifs de rhododendrons et le long des rivières. La grande fleur – 8 à 15 cm de diamètre – à pétales ovales de couleur crème, est portée par un pédoncule dressé ou légèrement penché. Les feuilles obovales à pétiole court sont acuminées. Le fruit est une baie orbiculaire pourpre foncé.

## Aire de répartition
Great Smoky Mountains et régions adjacentes (Tennessee, Géorgie et Carolines).

Aire de répartition

## Divers
Cette espèce est en quelque sorte un intermédiaire entre les variétés à fleur blanche de T. erctum et de T. vaseyi ; d’où sa dénomination « simile » (semblable).
Son nom en anglais est Sweet White Trillium ou Confusing Trillium.

## Sources
- Frederick W. Case, Jr. & Roberta B. Case, Trilliums, Timber Press, 1997  (ISBN 0-88192-374-5)